# كلود مارسيل
كلود مارسيل (مواليد 29 مايو 1963) هو مبارز بالسيف كندي، مثّل بلاده في الألعاب الأولمبية الصيفية 1984.

## روابط خارجية
كلود مارسيل على موقع أوليمبيديا (الإنجليزية)